# Công trường Lam Sơn
Công trường Lam Sơn là khu vực công cộng bao quanh Nhà hát Thành phố Hồ Chí Minh, giới hạn bởi đường Đồng Khởi và đường Hai Bà Trưng tại Quận 1, Thành phố Hồ Chí Minh, Việt Nam. Ngoài Nhà hát Thành phố, xung quanh công trường còn có một số địa điểm nổi tiếng như Khách sạn Continental và Khách sạn Caravelle Sài Gòn.

## Lịch sử

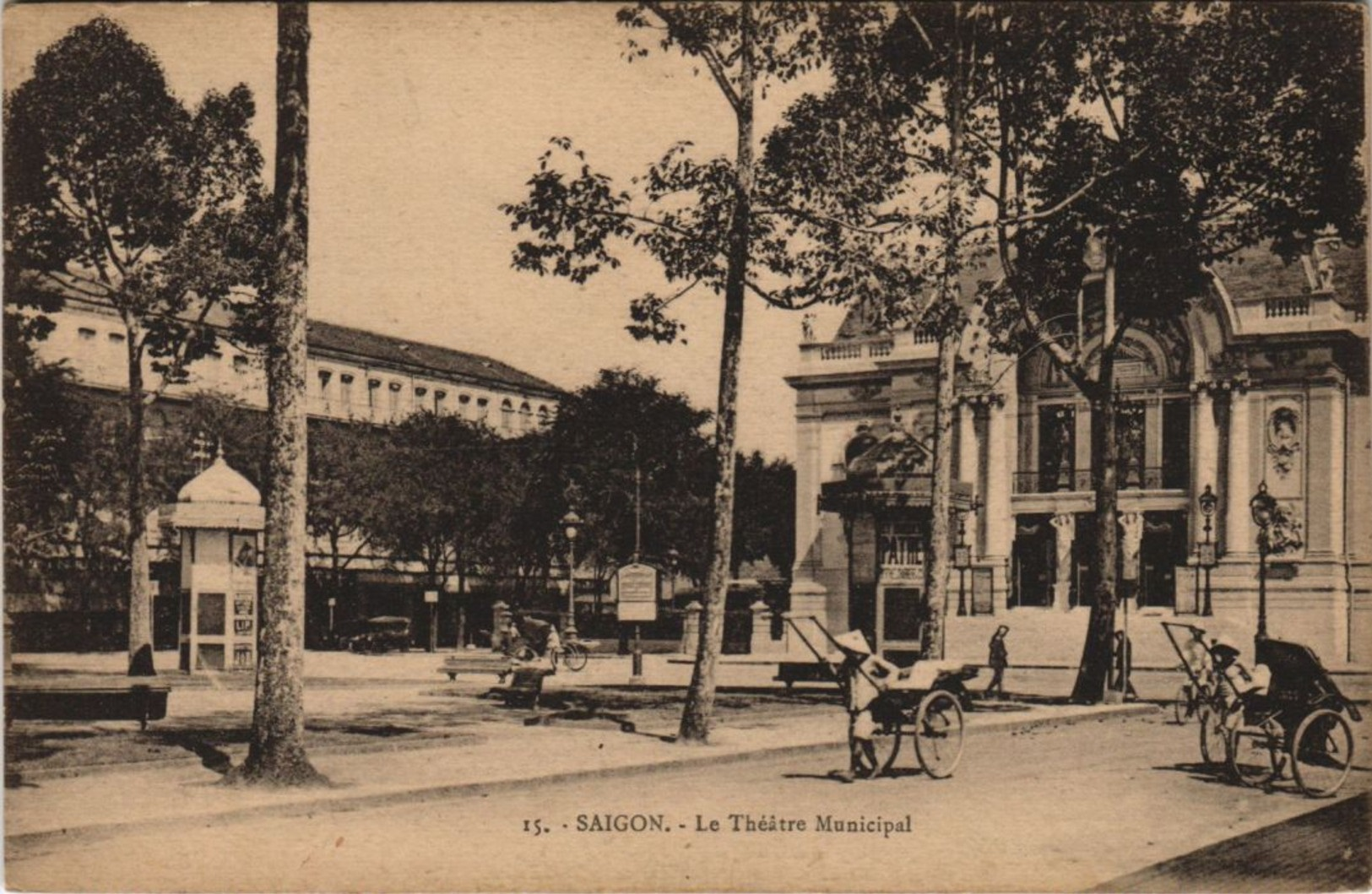
Công trường Francis Garnier năm 1905

Trên bản đồ ngày nay, Công trường Lam Sơn gồm phần đất phía trước và sau Nhà hát. Thời Pháp thuộc, phần công trường phía mặt tiền Nhà hát có tên là Place Francis Garnier. Năm 1910, nhà cầm quyền thuộc địa cho đặt một bức tượng vinh danh sĩ quan Francis Garnier - nhân vật gắn với sự kiện Pháp chiếm thành Hà Nội. Phía sau nhà hát có một khu đất cũng thuộc công trường, được gọi là Place Augustin Foray từ năm 1935. Năm 1955, khi nền Cộng hòa được thiết lập tại miền Nam Việt Nam, công trường được đổi tên thành Công trường Lam Sơn. Về sau, người ta dựng một bức tượng khắc họa hai binh sĩ thủy quân lục chiến nhưng lại đặt theo hướng giương vũ khí vào nhà Hạ nghị viện Việt Nam Cộng hòa, vốn là nhà hát được cải tạo từ năm 1955. Tượng này bị đám đông kéo đổ trong ngày 30 tháng 4 năm 1975.
Khoảng năm 1998, chính quyền thành phố cho đặt một tượng granit đỏ tên là Tình mẫu tử trong đài phun nước tại công trường. Đến năm 2014, người ta phá bỏ đài phun và hầu hết cây cối tại khuôn viên mặt tiền Nhà hát để bắt đầu xây dựng ga Nhà hát Thành phố thuộc Tuyến đường sắt đô thị Bến Thành - Suối Tiên. Về khu đất Công trường Lam Sơn nằm sau Nhà hát, tính đến năm 2017 vẫn là một bãi đỗ xe và bị cho là tạo nên khung cảnh mất trật tự. Năm 2018, nhà chức trách đã cải tạo nơi này thành một hoa viên theo đề xuất của Phó Chủ tịch Quận 1 Đoàn Ngọc Hải - người khởi xướng chiến dịch giành lại vỉa hè vào năm 2017 và chấm dứt hoạt động của bãi đỗ xe vừa nêu.

## Kiến trúc nổi bật
- Nhà hát Thành phố Hồ Chí Minh
- Khách sạn Continental
- Khách sạn Caravelle